# 대지 (터)

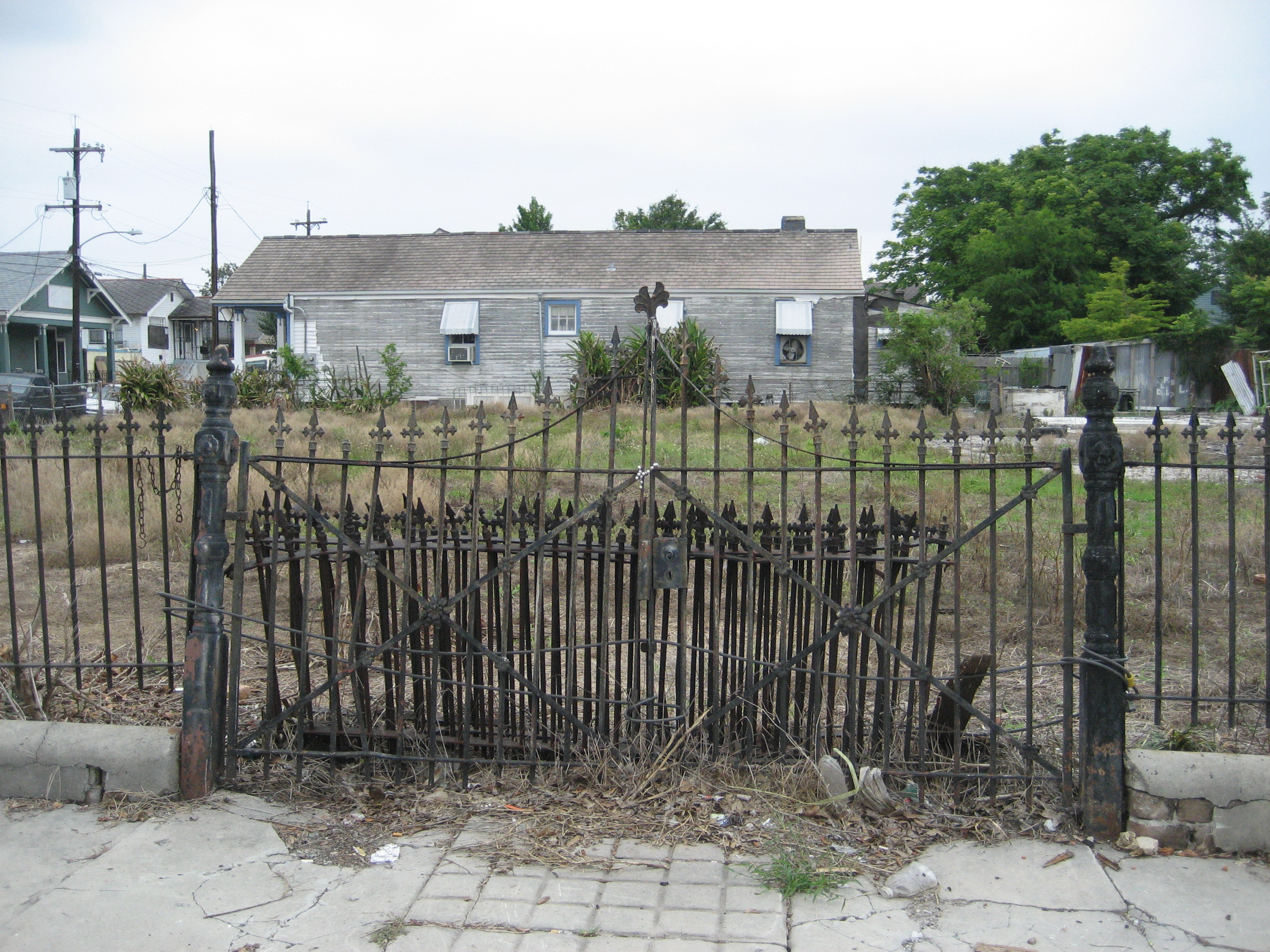
담장이 쳐있는 비어있는 터.

대지(垈地)는 집을 지을 땅을 말한다. 건축행위가 가능한 필지로, 둘 이상의 필지가 모여 대지가 될 수도 있다. 집터의 법률 용어로 용적률, 건폐율을 산정하는데 쓰인다.

## 대지면적
대한민국 측량·수로조사 및 지적에 관한 법률 제2조에 따라 면적은 지적공부에 등록한 필지의 수평면상 넓이를 뜻하므로, 대지면적이란 집을 지을 땅의 수평면상 넓이를 말한다.

## 대한민국 법률상 정의
건축법 제2조에서는 측량·수로조사 및 지적에 관한 법률에 따라 각 필지(筆地)로 나눈 토지를 말한다.

## 같이 보기
| - 건축면적 - 바닥면적 - 연면적 |  | - 용적률 - 건폐율 - 필지 - 공시지가 |